# Родриго Гомес де Траба
Родриго Гомес де Траба, также известен как Руй Гомес де Траба (исп. Rodrigo Gómez de Traba; упоминается в 1201—1260 годах) — галисийский дворянин и глава дома Траба, граф Трастамара (ок. 1220 — ок. 1260).

## Биография
Третий сын графа Гомеса Гонсалеса де Трабы и его второй жены Мираглии, дочери графа Эрменгола VII Урхельского. Брак его родителей состоялся до 1182 года. Братьями Родриго были Фернандо, Гонсало и Веласко. Его дядей был Родриго Гонсалес де Траба. 18 мая 1201 года Гомес Гонсалес передал половину церкви Санто-Томе близлежащему монастырю Вильянуэва-де-Лоренсана, и его сыновья Веласко и Родриго подтвердили это пожертвование . Незадолго до 1218 года Родриго женился на Майор, дочери Альфонсо Тельеса де Менесеса и Эльвиры Родригес Хирон, дочери Родриго Гутьерреса Хирона.
Родриго Гомес де Траба был одним из самых преданных и любимых магнатов короля Галисии и Леона Альфонсо IX. К 1220-м годам он был одним из всего лишь трех галисийских или леонских магнатов, регулярно посещавших уменьшившийся двор Альфонсо в то время, когда там доминировали Педро и Мартин Санчесы, незаконные сыновья короля Португалии Саншу I . С 1220-х годов Родриго также владел королевскими поместьями Трастамара и Монтерросо, которые его отец также владел от имени короны. В 1230 году Родриго приобрел Монтенегро — еще одно из бывших владений его отца, после того как оно было отобрано у Мартима Санчеса. Однако он не получил отцовского старого поместья Саррия, которое также было отнято у Мартина в то время, но было передано семье Фройлас. Родриго управлял тремя галисийскими феодами непрерывно вплоть до 1252 года.
Частные документы, выданные в феодальных владениях Родриго, продолжают называть его в своих датировочных пунктах до мая 1260 года. Первое упоминание о его смерти содержится в булле, изданной папой римским Урбаном IV 28 марта 1263 года, которая запрещала епископу и капитулу Мондоньедо отчуждать энкомьенду, дарованную им покойным Родриго}. Он, вероятно, был мертв к ноябрю 1262 года, когда Альфонсо Родригес появляется как сеньор Монтенегро.